# 7211 Xerxes
A 7211 Xerxes (ideiglenes jelöléssel 1240 T-1) a Naprendszer kisbolygóövében található aszteroida. Cornelis Johannes van Houten, Ingrid van Houten-Groeneveld és Tom Gehrels fedezte fel 1971. március 25-én.